# Sepoltura da vivo
La sepoltura da vivo è una tipologia di sepoltura in cui il sepolto è ancora in vita per motivi rituali, penali od accidentali (come nel caso delle esequie premature seguenti a morte apparente, quando cioè si ritiene per errore che una persona sia morta mentre è ancora viva).

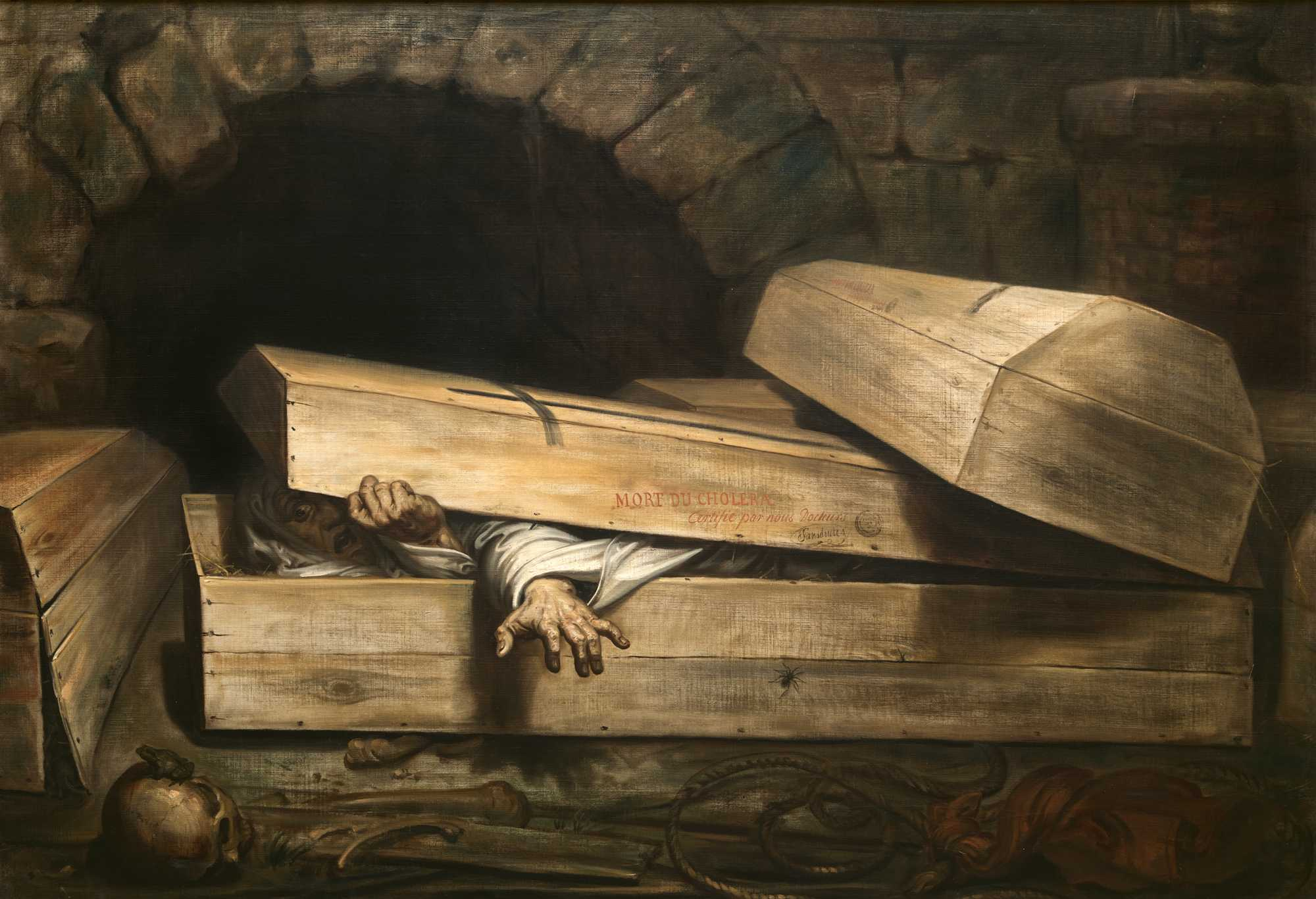
Antoine Wiertz L'inhumation précipitée (1854) Wiertz Museum Bruxelles

## Storia

### Antica Persia
Nella cultura persiana l'usanza rituale della sepoltura di persone vive è attestata in Erodoto, in questo caso come offerta rituale ad una divinità infera:
(Erodoto. Storie, Libro VII, 114)
Nella stessa area culturale veniva utilizzata probabilmente anche come metodo di esecuzione. Un passo dell'Anabasi di Senofonte sembra adombrare proprio questa usanza, probabilmente consumatasi in una tenda dell'accampamento di Ciro, durante la spedizione dei diecimila:
togliere di mezzo al più presto quest'uomo [...]
A questo parere si associarono tutti gli altri. Dopodiché, a un ordine di Ciro, tutti si alzarono e toccarono Oronta alla cintura in segno di morte, compresi i suoi parenti. Poi gli incaricati lo portarono via. [...]
Ma da quando fu introdotto nella tenda di Artapa, il più fidato dei dignitari di Ciro, mai più nessuno vide Oronta vivo o morto, e mai nessuno seppe dire con cognizione di causa come morì.»
(Senofonte. Anabasi, Libro I, 6 - traduzione di Franco Ferrari)

### Roma ed Impero romano d’Oriente
Nell'antica Roma, come testimonia Petronio nel Satyricon, la pena per le vestali che avevano violato la castità era la sepoltura da vive in una tomba. L'imperatore Zenone, secondo una leggenda popolare, fu sepolto vivo dopo aver perso i sensi perché ubriaco o ammalato; risvegliatosi, avrebbe chiesto aiuto, ma la moglie Ariadne non avrebbe permesso di aprire il sarcofago.

### Medioevo
Tietmaro riporta l'episodio secondo il quale l'arcivescovo di Colonia, Gerone, venne sepolto vivo.
Nel 1447 Mircea II di Valacchia, fratello maggiore di Vlad III, dopo essere stato accecato con un ferro rovente, venne sepolto vivo a seguito di una congiura dei boiari di Târgoviște. In Danimarca, nello statuto di Ribe del 1269, per i ladri di sesso femminile fu indicata la sepoltura prematura come condanna. Sempre in Danimarca, la stessa pena fu indicata per le adultere (per gli adulteri era prevista la decapitazione) durante il regno di Margherita I (10 agosto 1387 – 28 ottobre 1412).

### Italia
Durante i fatti della Rivoluzione altamurana del 1799, nella città di Altamura furono fucilati e sepolti ancora in vita i prigionieri sanfedisti catturati, poco prima dell'entrata del cardinale Fabrizio Ruffo in città.

### Russia
Nel XVII e all'inizio del XVIII secolo in Russia questo metodo di esecuzione  era usato per le mogli che avevano ucciso il marito. L'ultimo caso conosciuto di applicazione di questa punizione è stato nel 1740.

## Arte e letteratura

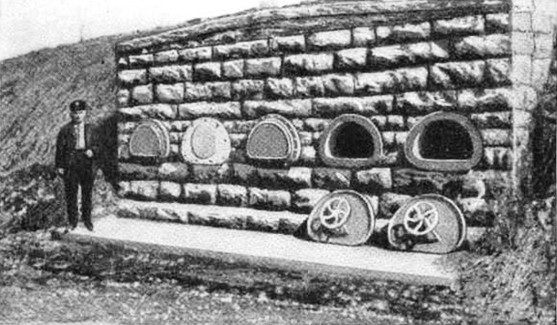
Fotografia di una volta sepolcrale costruita intorno al 1890 per proteggersi da una sepoltura prematura.

Un celebre caso di condanna a morte per sepoltura da vivo è quella che nell'Aida colpisce Radames, generale egiziano reo di tradimento, al quale di nascosto si associa l'eroina stessa del dramma.
Il tema della sepoltura da vivo viene esplorato anche da Edgar Allan Poe nei racconti La sepoltura prematura e Berenice.

## Film
- Il film Buried - Sepolto tratta di questo tema.
- Nel film Vampyr di Carl Theodor Dreyer è celebre la scena in cui il protagonista è sepolto vivo, girata in soggettiva.
- In Kill Bill la protagonista viene sepolta viva, per poi riuscire a liberarsi.
- In Dark Shadows il protagonista viene sepolto vivo ben due volte.
- In Lost, Nikki e Paulo vengono seppelliti vivi erroneamente in quanto ritenuti morti.
- In The Lighthouse, uno dei due protagonisti viene sepolto vivo, per poi riuscire a liberarsi.
- In Pretty Little Liars una delle protagoniste, Alison DiLaurentis, viene sepolta viva, per poi riuscire a liberarsi.
- In Legàmi  l'antagonista Diana Silva, con l'obiettivo di raggirare le forze dell'ordine e vendicarsi definitivamente di sua sorella Inês, si fa seppellire viva. L'uomo incaricato di liberarla sfortunatamente muore e la donna esala il suo ultimo respiro tre metri sotto terra, tentando invano di chiamare i soccorsi.